# Ivan Bacchi
Ivan Bacchi (Ferrara, 19 maggio 1975) è un giornalista, conduttore televisivo e attore italiano.

## Biografia
Abbandonata la carriera calcistica a causa di un infortunio, a 19 anni si trasferisce a Bologna, dove si iscrive alla Facoltà di Scienze Politiche; si laurea nel febbraio 2010 con 110 e lode. Diplomatosi nel 1998 presso l'Accademia di Teatro di Bologna Galante Garrone, inizia recitando in teatro e poi in fiction TV e film.
Interpreta il ruolo di Luciano ne Le fate ignoranti (2001), suo esordio nel cinema, e il ruolo di Simone, ebreo morto nei campi di concentramento, ne La finestra di fronte (2003), due film del regista turco Ferzan Özpetek, con cui gira anche alcuni spot pubblicitari. Successivamente interpreta la parte di Paolo nel film Tre metri sopra il cielo (2004), regia di Luca Lucini, e nel seguito, Ho voglia di te (2007), regia di Luis Prieto.
Nel 2000 appare per la prima volta in TV nella soap opera Un posto al sole; in seguito partecipa a numerose fiction, tra cui: Le ali della vita 2 (2001), regia di Stefano Reali, in cui interpreta il ruolo dell'avvocato Nicola La Torre, Papa Giovanni - Ioannes XXIII (2002), regia di Giorgio Capitani, nel ruolo del cameriere del Papa, Guido Gusso, Cuore contro cuore (2004), le prime due stagioni della serie serie TV Orgoglio, una puntata di Un caso di coscienza 2 (2005), regia di Luigi Perelli, e La contessa di Castiglione (2006), diretta da Josée Dayan.
Dopo aver interpretato il chirurgo specializzando Domenico Santi nella soap opera Incantesimo 8, dal gennaio del 2007 al febbraio del 2008 è il medico Walter Caridi nella soap opera CentoVetrine. Nel 2008 ritorna sul grande schermo con i film Colpo d'occhio, regia di Sergio Rubini, e Un giorno perfetto, regia di Ferzan Ozpetek.
Nel 2009 conduce su Alice Dolce e salato; presenta inoltre programmi divulgativi su Rai Scuola.
Ha presentato i voti per l'Italia all'Eurovision Song Contest 2012. Dopo 3 anni a Rai Scuola, conduce nella stagione 2015/2016, su Rai 1, Linea verde Orizzonti, programma in cui si raccontano la cultura, le innovazioni, le persone delle città dell'Italia. Nel novembre 2016 conduce anche un programma dedicato alla moda, Fashion Up Academy, talent di moda in onda sul circuito TV Julie Italia. Per tutta la stagione 2016/2017 del palinsesto di Rai 1, partecipa come conduttore dei collegamenti esterni alla trasmissione Tempo & denaro, condotta in studio da Elisa Isoardi, ed è confermato per la stagione 2017/18 nella trasmissione dal titolo Buono a sapersi. Sempre nel 2017 esce al cinema A effetto domino, film di Fabio Massa che lo vede coprotagonista. Nel 2018 e nel 2019 partecipa come ospite e tifoso della SPAL, la squadra di Ferrara, a Quelli che il calcio su Rai 2.
È inviato della rinnovata La prova del cuoco nella stagione 2018/2019. Dal 5 novembre 2018 diventa co-conduttore del programma al fianco di Elisa Isoardi. Dal febbraio 2020 entra a far parte del cast de La vita in diretta in qualità di inviato. Nel 2020 diventa praticante giornalista, iscritto all'ordine dei giornalisti del Lazio. Nel 2022 incomincia una nuova avventura televisiva approdando, in qualità di inviato, alla storica trasmissione di Rai 3 “Chi l’ha visto?”. A luglio 2023 supera l’esame di abilitazione professionale e diventa un giornalista professionista.

## Filmografia

### Cinema
- Le fate ignoranti, regia di Ferzan Özpetek (2001)
- South Kensington, regia di Carlo Vanzina (2001)
- El Alamein - La linea del fuoco, regia di Enzo Monteleone (2002)
- Modena Modena, regia di Daniele Malavolta (2003)[3]
- La finestra di fronte, regia di Ferzan Özpetek (2003)
- Tre metri sopra il cielo, regia di Luca Lucini (2004)
- Ho voglia di te, regia di Luis Prieto (2007)
- Colpo d'occhio, regia di Sergio Rubini (2008)
- Un giorno perfetto, regia di Ferzan Özpetek (2008)
- Torno indietro e cambio vita, regia di Carlo Vanzina (2015)
- A effetto domino, regia di Fabio Massa (2017)
- Diversamente, regia di Max Nardari (2021)
- Felicità, regia di Michela Ramazzotti (2022)

### Cortometraggi
- Lui e l’altro, regia di Max Nardari (2009)
- L’amore quello vero, regia di Fabio Massa
- Una notte ancora, regia di Giuseppe Bucci (2013)
- Bene o male, regia di Ciro Formisano (2018)
- In quel preciso istante, regia di Sara Sole Notarbartolo (2018)

### Televisione
- Un posto al sole, registi vari - soap opera (2000)
- Le ali della vita 2, regia di Stefano Reali - miniserie TV (2001)
- La guerra è finita, regia di Lodovico Gasparini - miniserie TV (2002)
- Papa Giovanni - Ioannes XXIII, regia di Giorgio Capitani - miniserie TV (2002)
- Il maresciallo Rocca 4, regia di Giorgio Capitani - serie TV (2003)
- Cuore contro cuore, regia di Barbara Petronio e Leonardo Valenti - serie TV (2004)
- Orgoglio, regia di Giorgio Serafini e Vittorio De Sisti - serie TV (2004-2005)
- Un caso di coscienza 2, regia di Luigi Perelli - serie TV (2005)
- Il mondo è meraviglioso, regia di Vittorio Sindoni - film TV (2005)
- L'amore non basta, regia di Tiziana Aristarco - miniserie TV (2005)
- Incantesimo 8, regia di Ruggero Deodato e Tomaso Sherman - soap opera (2005)
- La contessa di Castiglione, regia di Josée Dayan - miniserie TV (2006)
- CentoVetrine, registi vari - soap opera (2007-2008)
- R.I.S. 5 - Delitti imperfetti, regia di Fabio Tagliavia - serie TV, episodio 5x13 (2009)
- Don Matteo 7, regia di Giulio Base e Lodovico Gasparini - serie TV, episodio 7x09 (2009)
- Che Dio ci aiuti 2, regia di Francesco Vicario - serie TV (2013)
- Il paradiso delle signore, regia di Monica Vullo - serie TV (2015-2017)

### Video musicali
- Gocce di memoria - Giorgia (2003)

## Programmi TV
- Dolce & salato (Alice, 2009-2010)
- Vezzi di cucina (Alice, 2011)
- .eco/.salute (Rai Scuola, 2012)
- Generazione digitale (Rai Scuola, 2013)
- LEGALITAG (Rai Scuola, 2014)
- Alice Master Pizza (Alice, 2015)
- Linea verde Orizzonti (Rai 1, 2015-2016)
- Fashion up Academy (Julie Italia, 2016)
- Tempo & denaro (Rai 1, 2016-2017) inviato
- Buono a sapersi (Rai 1, 2017-2018) inviato
- La prova del cuoco (Rai 1, 2018-2019)
- La vita in diretta (Rai 1,  2020-2022) inviato
- La vita in diretta estate (Rai 1, 2020) inviato
- Estate in diretta (Rai 1, 2021-2022) inviato
- Chi l'ha visto? (Rai 3, dal 2022-2025) inviato